# إدواردو بالومو
إدواردو إسترادا بالومو (مكسيكو سيتي، 13 مايو 1962 - لوس أنجلوس، 6 نوفمبر 2003)، كان مغنيًا مكسيكيًا وممثلًا في السينما والمسرح والتلفزيون.